# Pardosa saltonia
Pardosa saltonia là một loài nhện trong họ Lycosidae.
Loài này thuộc chi Pardosa. Pardosa saltonia được Charles Denton Dondale & Redner miêu tả năm 1984.